# بریتانیا در ۲۰۲۲
بریتانیا در ۲۰۲۲ گاه‌شماری از مهم‌ترین رویدادها در سال ۲۰۲۲ در کشور بریتانیا است.

## حاکمان
- پادشاه - الیزابت دوم
- نخست‌وزیر - بوریس جانسون (محافظه کار)
- مجلس - ۵۸

## رویدادها

### ژانویه
۱ ژانویه - گرمترین روز ثبت شده سال نو با دمای ۱۶٫۲ درجه سانتیگراد (۶۱٫۲ درجه فارنهایت) در سنت جیمز پارک، مرکز لندن گزارش شد.